# 德米特號：噬血航程
《德米特號：噬血航程》（英語：The Last Voyage of the Demeter，部分地區記作）是一部2023年美國超自然恐怖片，改編自伯蘭·史杜克創作的1897年小說《德古拉》的章節〈船長日誌〉（The Captain's Log），由安德烈·歐弗蘭多執導，布萊奇·F·舒特和扎克·奧爾科維奇共同編劇，柯瑞·霍金斯、艾琳·佛朗西絲、連恩·康寧漢和大衛·達斯馬齊連主演。
《德米特號：噬血航程》由環球影業排定2023年8月11日於美國上映。口碑褒貶不一，票房表現不佳。

## 演員
- 柯瑞·霍金斯飾演克萊門斯（Clemens）
- 艾琳·佛朗西絲（英语：Aisling Franciosi）飾演安娜（Anna）
- 連恩·康寧漢飾演德米特號的船長
- 大衛·達斯馬齊連飾演沃伊切克（Wojchek）
- 傑維爾·伯特飾演德古拉
- 胡迪·諾曼（英语：Woody Norman）飾演陶比（Toby）
- 強·強·布里歐內斯（英语：Jon Jon Briones）飾演喬瑟夫（Joseph）
- 史提芬·卡皮契飾演奧爾加倫（Olgaren）
- 尼古拉·尼庫拉夫（英语：Nikolai Nikolaeff）飾演彼得羅夫斯基（Petrofsky）
- 馬丁·弗魯倫德（Martin Furulund）飾演拉森（Larsen）
- 克里斯·華利（英语：Chris Walley (actor)）飾演艾布拉姆斯（Abrams）
- 尼科洛·帕塞提（英语：Nicolo Pasetti）飾演赫希副手（Deputy Hirsch）

## 製作
2002年，布萊奇·F·舒特（Bragi F. Schut）根據伯蘭·史杜克創作的1897年小說《德古拉》的章節《船長日誌》編寫了《德米特號：噬血航程》的初始劇本，由勞勃·史溫凱執導，而史溫凱與米奇·布萊恩共同重寫了劇本。然而，該片陷入約二十年的開發地獄製作困境中，不少導演也曾經參與了電影的開發，包括斯戴芬·盧佐維茨基、馬可斯·尼斯佩、大衛·斯雷德和尼爾·馬歇爾。歐蜜·瑞佩斯和班·金斯利曾一度確定出演，而維果·莫天森正在商談出演。
2019年10月，宣布由安德烈·歐弗蘭多執導，安倍林集團獲得改編版權。2021年1月，柯瑞·霍金斯加入演出陣容，並由扎克·奧爾科維奇（Zak Olkewicz）撰寫新的劇本草稿。2021年6月，大衛·達斯馬齊連、連恩·康寧漢、艾琳·佛朗西絲、傑維爾·伯特、強·強·布里歐內斯、史提芬·卡皮契、尼古拉·尼庫拉夫、胡迪·諾曼、馬丁·弗魯倫德（Martin Furulund）和克里斯·華利加入演出陣容。

### 拍攝
該片於2021年6月30日在柏林開始進行主體拍攝，其後於馬爾他進行拍攝，並於2021年10月1日殺青。

## 發行
《德米特號：噬血航程》原定2023年1月27日於美國上映。2022年5月，上映日期延期至2023年8月11日。

## 反響

### 票房
在美國和加拿大，《德米特號：噬血航程》與《小鎮幽浮》一起上映，外界預估本片能在2715家影院獲得600萬至1100萬美元的票房。本片在週四晚間的預映收入75萬美元。

### 評價
電影在爛番茄網站上基於135篇影評，新鮮度52%，平均得分5.7／10；該網站共識：「《德米特號：噬血航程》為廣為人知的德古拉故事發掘了嶄新視角，但平淡的執行能力往往削弱了故事幽閉恐怖的緊張感。」在Metacritic上，電影根據23位影評的打分而獲得48分（滿分100），代表「評價褒貶不一」 。
恐怖作家史蒂芬·金和電影導演吉勒摩·戴托羅都對《德米特號：噬血航程》表示讚賞。金稱其為「令人心碎的美好時光」，令他想起了「60和70年代最盛行的漢默電影」。「非常」喜歡本片的戴托羅讚賞：「華麗、豐富又野蠻！！」

## 外部連結
- 互联网电影数据库（IMDb）上《德米特號：噬血航程》的资料（英文）